# Barcita duomita
Barcita duomita là một loài bướm đêm trong họ Noctuidae.